# Stazione di Villanova d’Ardenghi
Stazione di Villanova d'Ardenghi vasútállomás Olaszországban, Lombardia régióban, Villanova d’Ardenghi településen.

## Vasútvonalak
Az állomást az alábbi vasútvonalak érintik:
- Vercelli–Pavia-vasútvonal

## Kapcsolódó állomások
A vasútállomáshoz az alábbi állomások vannak a legközelebb:
- Stazione di Cava-Carbonara
- Stazione di Gropello Cairoli